# Fin.K.L Vol.3 Now
《Now》는 2000년 10월 6일에 발매된 대한민국 여자 그룹 핑클의 세 번째 정규 앨범이다. 총 13곡의 트랙으로 구성되어 있고, 전체 러닝타임은 47분 15초다.

## 설명
- 기존의 ‘핑클’의 이미지를 뒤집는 컨셉과 안무의 강도를 높여 컴백하였다.
- 타이틀 곡 ‘Now’활동 초기 간주 부분에 남자 댄서과 성유리와의 부딪히는 사고가 두 번 발생하여 이후 안무를 수정한다.
- 후속곡 ‘Feel Your Love’의 활동 중 옥주현이 다리 부상을 당하여 부득이하게 활동을 접게 된다.
- 멤버 이효리는 수록곡 ‘Feel Your Love’의 랩 가사를 Bobby Kim과 함께 공동 작사하였다. 수록곡 ‘One Fine Day’에서도 랩을 선보인다.
- 수록곡 ‘dear man’은 옥주현의 솔로 곡이다.
- 수록곡 ‘첫키스’는 SBS 청춘시트콤 ‘@골뱅이’에 오프닝 곡으로 쓰였다.
- 수록곡 ‘나만의 비밀(iloveschool)’은 부제가 특정 회사 (아이러브스쿨) 와 이름이 같다는 이유, 랩 부분이 발음상 비속어를 떠올리게 한다는 이유로 방송 금지를 당하였다.
- 그룹 원더걸스가 2009년 리메이크하였다.

## 보도자료
- 새 천년을 시작하는 2000년 가을의 가요계는 그 어느 때보다도 더욱 치열한 경쟁이 예상되는 때이다. 4년 7개월의 활동중단을 접고 팬들 곁으로 돌아온 서태지를 비롯 조성모, H.O.T를 포함. 대형 가수들의 컴백이 줄을 잇고 있기 때문이다. 여성가수로서는 확실한 입지를 굳히고 있는 핑클이 스타급 여성가수로서는 가장 먼저 그 테입을 끊었다. 그동안 그녀들은 가요계에서는 좀처럼 얼굴을 볼 수가 없었지만 각종 CF에서 사랑스럽고 귀여운 모습으로 팬들곁에 머물렀었다. 그러나 이번엔 3집 앨범으로 가수로서의 컴백을 했다. 이번 앨범은 힙합, 펑키, R&B, 디스코, 재즈, 발라드, HOUSE등 다양한 장르의 곡으로 기존의 앨범보다 한층 성숙되고 발전된 스타일로 중견가수다운 깊이 있는 음악세계를 만들어 가고 있다.
- 타이틀곡 'Now'는 김진권씨의 곡으로 R&B Hiphop Dance의 신나는 곡이다. 노래 중간 중간 객원 남성코러스로 인해 노래의 분위기가 한층 더 고조되며 지금껏 핑클이 보여주었던 곡들과는 다른 강하고 화려한 코러스가 돋보이는 곡이다.

## 수록곡
1. Now
  - 작사 : 홍지유 / 작곡 : 김진권 / 편곡 : 김진권
2. Feel Your Love
  - 작사 : 유유진 / 작곡 : 신인수 / 편곡 :김승현
3. Eternal Love
  - 작사 : 최희진 / 작곡 : 신인수 / 편곡/이정규
4. My Love
  - 작사 : 이희승 / 작곡 : 안정훈 / 편곡 : 안정훈
5. 어떤 기다림 
  - 작사 : 양재선 / 작곡 : 안정훈 / 편곡 : 안정훈
6. One Fine Day
  - 작사 : 김영아 / 랩 작사 : 김상대 / 작곡 : 김진권 / 편곡 : 김진권
7. 연애의 기초 
  - 작사 : 김영아 / 작곡 : 박근태 / 편곡 : 박근태
8. 첫키스 
  - 작사 : 정진환 / 작곡 : 정준규 / 편곡 : 전준규
9. Pure Love
  - 작사 : 김영아 / 작곡 : 박해문 / 편곡 : 박해운
10. 나만의 비밀 (iloveschool)
  - 작사 : 이승호 / 랩 작사 : Joe / 작곡 : 제환주 / 편곡 : 제환주
11. Sting... 
  - 작사 : 조은희 / 작곡 : 김혜지 / 편곡 : 김승현
12. 날 기억해줘요 
  - 작사 : 정성윤 / 작곡 : 정성윤 / 편곡 : 배희경
13. dear man
  - 작사 : 옥주현 / 작곡 : 황혜정 / 편곡 : 황혜정

## 뮤직비디오

### Now
- 남자배우이자 당시 신인이었던 조인성이 출연하였다.

## 방송활동

### 스태프
《Fin.K.L Vol.3 Now》 활동 기간의 스태프는 아래와 같다.
- 매니저 : 길종화, 심병철, 고수암
- 스타일리스트 : 런던프라이드 (정보윤, 안은자, 오현미, 박현경, 장효진, 서우희)
- 안무 : 나나스쿨
- 협찬 : 캐스캐이드, 파피룻, SWAROVSKI, 샤넬

### 컴백무대
- 2000년 10월 8일, SBS 인기가요에서 첫 컴백하였다.
- ‘Eternal Love’,‘Feel Your Love’,‘Now’를 선보였다.

### Now
- 많은 인기와 패러디가 유행했는데 그중 가장 유명한 것은 지상렬이 도입구를 패러디 한 것이다.

### Feel Your Love
- 다양한 버전의 스쿨북 컨셉으로 활동하였다.
- SBS 인기가요 스키장 야외무대에서 멤버 이효리가 넘어 진 적이 있다.